# Uikujärvi (république de Carélie)
Uikujärvi (en carélien : Uikujärvi, en finnois : Uikujärvi, en russe : Валда́й, Valdaï) est une municipalité rurale du raïon de Segueja en république de Carélie.

## Géographie
Uikujärvi est situé sur la rive orientale du lac Uikujärvi à 70 kilomètres au nord de Segueja.
La municipalité d'Uikujärvi a une superficie de 3 778 km2.
Uikujärvi est bordée au sud par Poventsa et Tsolmuinen du raïon de Karhumäki, à l'ouest par Segueja et Papinkoski du raïon de Segueja, au nord par Suma du raïon de Belomorsk et par l'oblast d'Arkhangelsk.
Idel est traversé par l'Uikujoki, et entre-autres l'Umba, l'Unduža, la Šigerendža et la Vokša.  
Les lacs de la commune dont le lac Uikujärvi, le Vikšozero, le Suhoje et le Samozero.

## Démographie
Recensements (*) ou estimations de la population
| 2009  | 2010 | 2013 | - |
| ----- | ---- | ---- | - |
| 1 281 | 999  | 907  | - |